# PRIDE.4
PRIDE.4（プライド・フォー）は、日本の総合格闘技イベント「PRIDE」の大会の一つ。1998年10月11日、東京都文京区の東京ドームで開催された。

## 大会概要
PRIDE.1からちょうど1年後に開催され、高田延彦のヒクソン・グレイシーへのリベンジマッチが組まれたが、1R終盤に腕ひしぎ十字固めで一本負け。
イゴール・ボブチャンチンおよびアレクサンダー大塚がPRIDEデビュー。
北尾光覇の引退セレモニーが行われた。
優香がメインイベントでラウンドガールを務める事になっていたが1Rで試合が終わってしまった為、ラウンドガールとしてリングに上がる事は無かった。
本大会は運営母体であるKRSによる最後の興行であり、次大会PRIDE.5からDSEに運営を移管した。

## 試合結果
第1試合 PRIDEルール 10分3R
○  イゴール・ボブチャンチン vs.  ゲーリー・グッドリッジ ×
1R 5:58 KO（スタンドパンチ連打）
第2試合 PRIDEルール 10分3R
○  小路晃 vs.  ヴァリッジ・イズマイウ ×
2R 1:26 TKO（レフェリーストップ：スタンドパンチ連打）
第3試合 PRIDEルール 10分3R
△  松井大二郎 vs.  菊田早苗 △
3R終了 時間切れ
第4試合 PRIDEルール 10分3R
△  桜庭和志 vs.  アラン・ゴエス △
3R終了 時間切れ
第5試合 PRIDEルール 10分3R
○  本間聡 vs.  佐野友飛 ×
1R 9:25 TKO（レフェリーストップ：グラウンドパンチ）
第6試合 PRIDEルール 10分3R
○  アレクサンダー大塚 vs.  マルコ・ファス ×
2R終了時 TKO（タオル投入：棄権）
第7試合 PRIDEルール 10分3R
○  マーク・ケアー vs.  ウゴ・デュアルチ ×
3R 2:32 TKO（レフェリーストップ：棄権）
第8試合 PRIDE特別ルール 10分無制限R
○  ヒクソン・グレイシー vs.  高田延彦 ×
1R 9:30 腕ひしぎ十字固め